# 2020 en Algérie
Chronologie de l’Algérie
- 2016
- 2017
- 2018
- 2019
- 2020
- 2021
- 2022
- 2023
- 2024

Cet article présente les faits marquants de l'année 2020 en Algérie ou relatifs à l'Algérie; datation selon le calendrier grégorien.

## Événements
- Le Hirak[1] (en arabe : الحراك, en français : Mouvement, en berbère : ⴰⵎⵓⵙⵙⵓ ou ⴰⵏⴷⵓⴷⴷⵉ, prononcé : Amussu ou Anduddi[2]) est une série de manifestations hebdomadaires qui ont lieu entre 2019 et 2021 en Algérie pour protester dans un premier temps contre la candidature d'Abdelaziz Bouteflika à un cinquième mandat présidentiel, puis contre son projet, également contesté par l'armée, de se maintenir au pouvoir à l'issue de son quatrième mandat dans le cadre d'une transition et de la mise en œuvre de réformes. Par la suite, les protestataires réclament la mise en place d'une Deuxième République, et le départ des dignitaires du régime, notamment parce que ceux-ci organisent le prochain scrutin avec les candidatures de caciques du régime, ce qui mène à l'élection de l'ancien Premier ministre Abdelmadjid Tebboune, lui-même contesté par les manifestants.
- 4 janvier : Gouvernement Djerad I

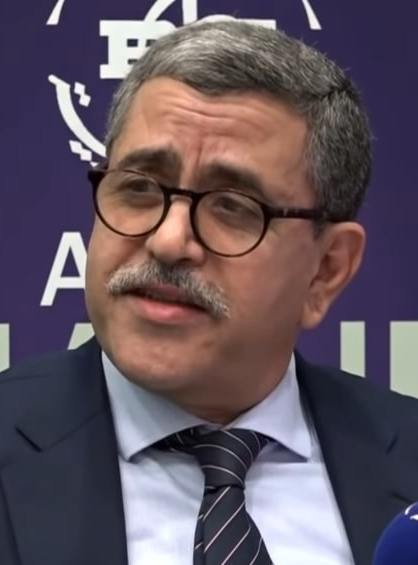
Abdelaziz Djerad.

- 22 janvier : l'Algérie annonce qu'elle accueillera une réunion avec les ministres des Affaires étrangères de six pays d'Afrique du Nord et d'Afrique subsaharienne, qui partagent tous une frontière avec la Libye, à la suite du sommet de Berlin pour aider à renforcer le soutien à un accord de paix provisoire pour mettre fin à la deuxième guerre civile libyenne.
- 25 février : la Pandémie de Covid-19 se propage à partir du 25 février 2020 lorsqu'un ressortissant italien est testé positif au SARS-CoV-2.
- 19 mai : réapparition du guépard saharien dans le Parc culturel de l'Ahaggar en Algérie après 10 ans d'absence[3] ;
- 27 mai : le gouvernement algérien rappelle son ambassadeur en France, après la diffusion de deux documentaires sur le Hirak sur les chaînes publiques France 5 et La Chaîne parlementaire[4].
- 3 juin : une opération des forces françaises de l'Opération Barkhane au nord l'Adrar des Ifoghas au Mali près de la frontière avec l'Algérie aboutit à l'élimination d'Abdelmalek Droukdel, chef d'Al-Qaïda au Maghreb islamique et principal meneur djihadiste au Mali depuis la fin de l'Opération Serval, de son lieutenant Toufik Chahib, chargé de la propagande d'AQMI, de plusieurs autres djihadistes et de la capture de l'un d'eux vivant[5].
- 23 juin : Gouvernement Djerad II
- 1er novembre : référendum constitutionnel conduisant à une Révision constitutionnelle.

## Sports

### Football
- Équipe d'Algérie de football en 2020
- Championnat d'Algérie de football 2019-2020
- Championnat d'Algérie de football 2020-2021
- Championnat d'Algérie de football de deuxième division 2019-2020
- Championnat d'Algérie de football de deuxième division 2020-2021
- Championnat d'Algérie de football de troisième division 2019-2020
- Championnat d'Algérie de football de troisième division 2020-2021
- Coupe d'Algérie de football 2019-2020
- Coupe de la Ligue algérienne de football 2020-2021
- Saison 2019-2020 de l'USM Alger
- Saison 2020-2021 de l'USM Alger
- Saison 2019-2020 du MC Alger
- Saison 2020-2021 du MC Alger
- Saison 2020-2021 du CR Belouizdad
- Saison 2020-2021 de la Jeunesse sportive de Kabylie
- Saison 2019-2020 du MC Oran
- Saison 2020-2021 du MC Oran
- Saison 2020-2021 de l'ES Sétif

### Handball
- Coupe d'Algérie masculine de handball 2019-2020

### Lutte
- Championnats d'Afrique de lutte 2020

## Culture

### Cinéma
- Boumla, film algérien réalisé par Mohammed Yazid Yettou[6] d'un durée de 20 minutes[7] et sorti en 2020[8]. Le film a été projeté à la cinémathèque d’Alger en avant-première à la faveur de la semaine du court métrage 2021[9].
- Cigare au miel, film dramatique franco-belgo-algérien réalisé par Kamir Aïnouz et sorti en 2020.
- De nos frères blessés, film français réalisé par Hélier Cisterne librement adapté du roman éponyme de Joseph Andras, sorti en 2020.
- Leur Algérie (جزائرهم), film documentaire franco-suisso-qataro-algérien réalisé par Lina Soualem, sorti 2020.
- Sœurs, long métrage réalisé par Yamina Benguigui, avec Isabelle Adjani, Rachida Brakni, Maiwenn et Hafsia Herzi.

## Naissances en 2020
- Naissance en Algérie en 2020

## Décès en 2020
- Décès en Algérie en 2020